# Dickinsonite-(KMnNa)
La dickinsonite-(KMnNa) è un minerale del gruppo dell'arrojadite. Precedentemente era conosciuto semplicemente come dickinsonite.